# InterLAZ-12LE
ІнтерЛАЗ 12 ЛЕ — 12-метровий приміський автобус, що випускається на Львівському автобусному заводі з 2007 року. Подібний до міського аналога класичного СітіЛАЗа «ЛАЗ А183».
ІнтерЛАЗ 12 має подібність до міської моделі СітіЛАЗ, однак пристосований і для заміських перевезень середньої кількості людей. Формула дверей автобуса — 0-2-1, задні двері, як і в інших приміських неоЛАЗах, відсутні, середні двері двостворчасті, передній вхід теж двостворчастий, одні із дверей — для кабіни водія. Сучасного пандусу для інвалідних візків та спеціальних майданчиків, відведених для цього усередині автобус не має. Автобус низькопідлоговий, рівень підлоги — 35 сантиметрів до землі, підвіска пневматично-ресорсна. Габаритних вогнів 26 штук. Розміри: довжина 12 м, ширина 2,55 м і висота 3,06 м.
Салон інтерЛАЗа 12 був видозмінений порівняно з міським: кількість сидячих місць зросла до 47 (стільки має тільки зчленований  ЛАЗ А291), є 53 стоячих місця. Загальна пасажиромісткість становить 100 осіб. Автобус має 2 продувні люки, також має примусовий обдув усього салону. По усьому салону розташовані плафонові лампи для освітлення. Також має рідинне опалення усього салону потужністю 30 кВт. Крісла зазвичай розташовані попарно, часто пара-навпроти-пари у задній і передній частині автобуса. Кондиціонери встановлені на нижній панелі знизу крісел. Примусовий обдув салону відбувається при значній швидкості руху автобуса. Вікна автобуса тоновані.
Двигун автобуса незмінний — DEUTZ BF6M1013 (Euro-3) або MAN DO836 (Euro-3). Двигун доволі потужний: його сила становить 220—280 кВт. Маса автобуса дозволила знизити витрати палива до 24 літри дизпалива на 100 кілометрів при швидкості 60 км/год. Максимальна швидкість автобуса при повному завантаженні сягає 120 км/год, пустого — 140 км/год.